# Ulla Rodhe
Ulla Birgitta Rodhe, född 4 juli 1932 i S:t Matteus församling, Stockholm, död 22 december 2012 i Malmö, var en svensk skådespelare, regissör och teaterpedagog. Hon var dotter till överingenjör Sven Rodhe och hans första hustru Gunhild, ogift Franck.
Hon föddes i Stockholm och tillhörde den i Svenskt Biografiskt Lexikon och Svenska släktkalendern dokumenterade släkten Rodhe. Ulla Rodhe var från 1950-talet verksam i Malmös teaterliv och fick sin skådespelarutbildning medan Scenskolan ännu var knuten till Malmö stadsteater. Ingmar Bergman var en av hennes lärare och Rodhe kom att medverka i flera uppsättningar av den berömde regissören.
Tillsammans med några kollegor grundade hon teaterskolan Studio Jöns Fil. Då hon spelade en mindre roll i filmen "Barnvagnen", av Bo Widerberg, kom hon i kontakt med Jan Troell som gjorde kortfilmen "Johan Ekberg" om hennes teaterverksamhet för äldre. Som pedagog verkade Ulla Rodhe även vid Malmö Scenskola i nio år.
På 1970-talet var hon med och slogs för de fria teatergrupperna. Hon gick med i nystartade fria teatergruppen Bruksteatern, senare kallad Folkteatern i Malmö, där hon var engagerad som regissör och skådespelare fram till år 1990. Hon medverkade i Radioteatern. Rodhe frilansade sedan på olika teatrar i landet och var med i "Vaginamonologerna" som spelades under Malmöfestivalen 2002. Sin sista roll som skådespelare gjorde hon 2009 i en pjäs om miljöförstöring, kallad "Syndafloden".
Hon var från 1959 gift med konstnären Gunnar Frieberg (1927–2018). De fick en son Joakim Frieberg 1960, som blev frilansjournalist och författare.
Ulla Rodhe är begravd på Sankt Pauli mellersta kyrkogård i Malmö.

## Filmografi i urval
- 1964 – Johan Ekberg
- 1976 – Sven Klangs kvintett
- 2006 – Hemmafrun och kontrollanten

## Teater

### Roller (ej komplett)
| År   | Roll       | Produktion                                                                       | Regi                | Teater            |
| ---- | ---------- | -------------------------------------------------------------------------------- | ------------------- | ----------------- |
| 1954 |            | Henrik och Pernille Ludvig Holberg                                               | Eva Sköld           | Malmö stadsteater |
| 1955 |            | Vår egen ö Leck Fischer                                                          | Eva Sköld           | Malmö stadsteater |
| 1955 |            | Drömflickan Elmer Rice                                                           | Mats Johansson      | Malmö stadsteater |
| 1955 |            | Revisorn Nikolaj Gogol                                                           | Lars-Levi Læstadius | Malmö stadsteater |
| 1955 |            | Lyckliga dagar Claude André Puget                                                | Mats Johansson      | Malmö stadsteater |
| 1956 |            | Ornifle Jean Anouilh                                                             | Yngve Nordwall      | Malmö stadsteater |
| 1956 |            | Kameliadamen Alexandre Dumas d.y.                                                | Lars-Levi Læstadius | Malmö stadsteater |
| 1956 |            | Huckleberry Finns äventyr Gösta Terserus efter Mark Twains roman                 | Mats Johansson      | Malmö stadsteater |
| 1956 |            | Fruar på vift Georges Feydeau                                                    | Yngve Nordwall      | Malmö stadsteater |
| 1956 | Sookey     | Katt på hett plåttak Tennessee Williams                                          | Ingmar Bergman      | Malmö stadsteater |
| 1957 | Säterjänta | Peer Gynt Henrik Ibsen                                                           | Ingmar Bergman      | Malmö stadsteater |
| 1957 |            | Anne Franks dagbok Frances Goodrich och Albert Hackett                           | Lars-Levi Læstadius | Malmö stadsteater |
| 1957 |            | Fröken Rosita eller Blommornas språk Federico Garcia Lorca                       | Frank Sundström     | Malmö stadsteater |
| 1957 |            | Eurydike Jean Anouilh                                                            | Lars-Levi Læstadius | Malmö stadsteater |
| 1957 |            | Petters resa till månen Gerdt von Bassewitz                                      | Lennart Olsson      | Malmö stadsteater |
| 1958 |            | Månfåglarna Marcel Aymé                                                          | Yngve Nordwall      | Malmö stadsteater |
| 1958 |            | Melodi på lergök Lars-Levi Læstadius                                             | Lennart Olsson      | Malmö stadsteater |
| 1959 |            | Plötslig i somras Tennessee Williams                                             | Frank Sundström     | Malmö stadsteater |
| 1959 | Edith      | Min fru går igen Noël Coward                                                     | Frank Sundström     | Malmö stadsteater |
| 1959 |            | Det blåser på månen Gertrud och Jan Hemmel efter en berättelse av Eric Linklater | Jan Hemmel          | Malmö stadsteater |